# Caeneressa
Caeneressa is een geslacht van vlinders van de familie spinneruilen (Erebidae), uit de onderfamilie Arctiinae.

## Soorten
- C. diaphana Kollar, 1844
- C. dispar Obraztsov, 1957
- C. graduata Hampson, 1898
- C. hoenei Obraztsov, 1957
- C. klapperichi Obraztsov, 1957
- C. ningyuena Obraztsov, 1957
- C. obsoleta Leech, 1889
- C. oenone Butler, 1876
- C. pratti Leech, 1889
- C. proxima Obraztsov, 1957
- C. rubrozonata Poujade, 1886
- C. swinhoei Leech, 1898
- C. tienmushana Obraztsov, 1957
- C. zernyi Obraztsov, 1957